# Чалей, Дмитрий Александрович
Дмитрий Александрович Чалей (бел. Дзьмітры Аляксандровіч Чалей; 14 февраля 1978, Минск, Белорусская ССР, СССР) — белорусский футболист, играл на позиции полузащитника.

## Карьера
Воспитанник СДЮШОР-5 (Минск). Начинал в мини-футболе, выступая за «Адмирал-СДЮШОР-5». Футбольную карьеру начал в «Молодечно», далее выступал за «Динамо-93». С 1998 по 2001 год играл за «Славию» из Мозыря, спонсором которой был Анатолий Зубовский. Но потом он переехал в Словакию, где у него были хорошие отношения с президентом «Ружомберока», он являлся негласным консультантом клуба. После чего, Владимира Корытько и Валерия Стрипейкиса и Дмитрия Чалея пригласили в эту команду. Белорусские футболисты подписали арендное соглашение с возможностью дальнейшего продления, но в итоге поиграли там буквально пару месяцев. В 2002 году перебрался в российский «Ростсельмаш». За который дебютировал 24 августа того же года в выездном матче против московского «Локомотива». Отыграв сезон в России вернулся на родину. Завершил карьеру в 2014 году в клубе «Городея».